# Jair Amador
Jair Amador Silos (São Jorge de Arroios, Lisboa, 21 de agosto de 1989), conocido deportivamente como Jair, es un futbolista luso-caboverdiano. Juega como defensa y su equipo es la S. D. Eibar de la Segunda División de España.

## Trayectoria
Aunque nacido en Portugal y de padres biológicos caboverdianos, es natural de Villanueva de la Serena, localidad en la que comenzó a jugar al fútbol en las categorías inferiores de la U. D. La Cruz, para después ser fichado por el C. F. Villanovense. A día de hoy, Jair sigue manteniendo magnífica relación con el club de la localidad donde se crio desde niño. Es socio del club y, en ocasiones, se le ha visto en las gradas animando al equipo.
Aun así su debut en categoría senior lo haría con el C. D. Hernán Cortés de Badajoz, club en el que permaneció a préstamo durante dos temporadas, las cuales competiría en la Regional Preferente de Extremadura.
Retornaría al Villanovense para la temporada 2010-11, en la que intentaría devolver al equipo a Segunda B, recién descendido. Sin embargo, tras quedar como campeón de grupo y lograr el ascenso, saldría cedido de nuevo al C. D. Miajadas de Tercera División por una campaña.
Jair volvió al Villanovense en 2013, con el que consiguió de nuevo el ascenso de Tercera a Segunda B esa misma campaña, y en la temporada siguiente disputó la promoción de ascenso a Segunda División.
Al año siguiente, en las filas del Atlético Levante, perdiéndose únicamente dos encuentros en la temporada, siempre como central titular del filial granota.
En 2016, la S. D. Huesca se hizo con los servicios de Jair de cara a la presente campaña, partiendo ya con la vitola de titular en su debut en la Segunda División. En su primera temporada como futbolista profesional, Jair logró disputar los playoffs de ascenso a la Primera División con su nuevo equipo aunque no lograron el soñado ascenso.
En la temporada 2017-18, en su segundo año en la categoría de plata del fútbol español, fue durante toda la campaña titular indiscutible y logró el ascenso directo a Primera División de con la Sociedad Deportiva Huesca. Un hito histórico para la entidad pues nunca antes había alcanzado la máxima categoría del fútbol español y del que Jair fue indudablemente protagonista.
En junio de 2018 fichó por el Maccabi Tel Aviv.
Tras dos temporadas en Israel, el Maccabi anunció en agosto de 2020 su traspaso al Real Zaragoza. Con este equipo disputó casi un centenar de encuentros antes de anunciarse, el 8 de marzo de 2023, su renovación para dos temporadas más, hasta junio de 2025. Llegado ese momento quedó libre, marchándose tras haber jugado 160 partidos en Segunda División con el conjunto aragonés y habiendo marcado al menos un gol en cada uno de los cinco años que permaneció en el club.
El 22 de julio de 2025 firmó por un año con la S. D. Eibar con opción a un segundo en función de determinados objetivos.

## Clubes
| Club                   | País   | Año       |
| ---------------------- | ------ | --------- |
| C. D. Hernán Cortés    | España | 2008-2010 |
| C. D. Miajadas         | España | 2011-2013 |
| C. F. Villanovense     | España | 2013-2015 |
| Atlético Levante U. D. | España | 2015-2016 |
| S. D. Huesca           | España | 2016-2018 |
| Maccabi Tel Aviv F. C. | Israel | 2018-2020 |
| Real Zaragoza          | España | 2020-2025 |
| S. D. Eibar            | España | 2025-     |

## Palmarés

### Títulos nacionales
| Título              | Club                   | País   | Año  |
| ------------------- | ---------------------- | ------ | ---- |
| Copa Toto Al        | Maccabi Tel Aviv F. C. | Israel | 2019 |
| Ligat ha'Al         | Maccabi Tel Aviv F. C. | Israel | 2019 |
| Supercopa de Israel | Maccabi Tel Aviv F. C. | Israel | 2019 |
| Ligat ha'Al         | Maccabi Tel Aviv F. C. | Israel | 2020 |